# Tapelsåsen-Lindöviken-Heimlax
Tapelsåsen-Lindöviken-Heimlax este o arie protejată (arie specială de conservare — SAC, sit de importanță comunitară — SCI) din Finlanda întinsă pe o suprafață de 516 ha, integral pe uscat.

## Localizare
Centrul sitului Tapelsåsen-Lindöviken-Heimlax este situat la coordonatele 60°01′46″N 23°12′19″E / 60.0294°N 23.2053°E.

## Înființare
Situl Tapelsåsen-Lindöviken-Heimlax a fost declarat sit de importanță comunitară în august 1998 pentru a proteja 1 specie de plante. Situl a fost protejat și ca arie specială de conservare în aprilie 2015.

## Biodiversitate
Situată în ecoregiunea boreală, aria protejată conține 12 habitate naturale: Lagune de coastă, Pășuni de coastă din Baltica boreală, Litoraluri nisipoase din Baltica boreală cu vegetație perenă, Pajiști fino-scandinave uscate până la mezice, bogate în specii de altitudine mică, Pante stâncoase silicioase cu vegetație casmofită, Taiga vestică, Păduri caducifoliate bătrâne naturale hemiboreale fino-scandinave (Quercus, Tilia, Acer, Fraxinus sau Ulmus) bogate în specii epifite, Păduri fino-scandinave bogate în ierburi cu Picea abies, Păduri de conifere pe eskere fluvioglaciare sau legate la acestea, Pășuni din zone de pădure fino-scandinave, Păduri caducifoliate de mlaștină fino-scandinave, Păduri pe pante, grohotișuri și ravene de Tilio-Acerion.
La baza desemnării sitului se află o specie protejată de  plante: Buxbaumia viridis.
Pe lângă speciile protejate, pe teritoriul sitului au mai fost identificate 3 specii de plante, 8 specii de păsări, 1 specie de pești.